# 朱惟一 (嘉靖進士)
朱惟一（1511年—？），字吉夫，河南汝寧府光州人，民籍，明朝政治人物。

## 生平
幼孤貧，力學，有經濟志。河南鄉試第二十名舉人。嘉靖二十年（1541年）中式辛丑科會試第二十一名，登第二甲第九十名進士。授工部主事，監稅南关。又督工九廟，陟员外、郎中。擢知登州府，銘真西山，政經而敦行之，一法無撓，一毫無點，吏胥畏若神明。卒于官。

## 家族
曾祖朱經；祖父朱友；父朱杲，母胡氏。慈侍下。弟惟新。